# Alf Berggren

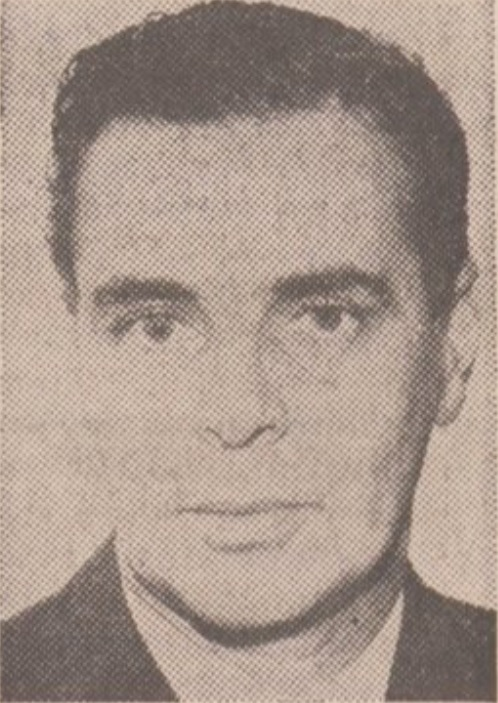
Alf Berggren

Alf Berggren, född 6 maj 1918 i Stockholm, död 23 juli 1997 i Stockholm, var en svensk sjömilitär.
Berggren blev fänrik vid flottan 1940, löjtnant 1942 och kapten 1947. Han genomgick Sjökrigshögskolan 1946–1949 och Royal Naval Staff College i Greenwich 1956–1957. Berggren befordrades till kommendörkapten av andra graden 1956, till kommendörkapten av första graden 1960, till kommendör 1964 och till kommendör av första graden 1973. Han var flaggadjutant i chefens för kustflottan stab 1951–1954, avdelningschef i marinstaben 1960–1963, i försvarsstaben 1964–1966, stabschef i kustflottan 1966–1971, chef för Berga örlogsskolor 1971–1973, sektionschef i marinstaben och chef för flottans personalkårer 1973–1978. Berggren invaldes som ledamot av Örlogsmannasällskapet 1957. Han blev riddare av Svärdsorden 1958, kommendör av samma orden 1968 och kommendör av första klassen 1972. Berggren vilar på Galärvarvskyrkogården.